# Russ-Baikal
L'equip Russ-Baikal, conegut posteriorment com a Russ-Gigi Design-Cedico, va ser un equip ciclista rus de ciclisme en ruta que va competir de 1992 a 1993.

## Principals resultats

### A les grans voltes
- Giro d'Itàlia
  - 0 participacions

- Tour de França
  - 0 participacions

- Volta a Espanya
  - 1 participacions (1992)
  - 0 victòria d'etapa: